# 자스몬산
자스몬산(Jasmonic acid)은 막지질에 존재하는 리놀렌산으로부터 유래하는 식물 신호전달분자로 곤충, 균류 병원체에 대한 식물 방어를 활성화시키며 꽃밥과 꽃가루의 발달을 포함하는 식물생장을 조절한다. 단백질 분해효소 저해제와 같은 여러 생물적, 비생물적 스트레스에 따른 유전자의 발현을 활성화한다.